# Porcellanopagurus chiltoni
Porcellanopagurus chiltoni är en kräftdjursart som beskrevs av de Saint Laurent och McLaughlin 2000. Porcellanopagurus chiltoni ingår i släktet Porcellanopagurus och familjen eremitkräftor. Inga underarter finns listade i Catalogue of Life.